# مطثية باستورية
مطثية باستورية أو كلوسترديوم باستوريانوم  (الاسم العلمي: Clostridium pasteurianum) هي نوع من البكتيريا يتبع جنس المطثية من الفصيلة المطثاوية.